# Eric Montross
Pour les articles homonymes, voir Eric et Montross.
 (octobre 2019).
Si vous disposez d'ouvrages ou d'articles de référence ou si vous connaissez des sites web de qualité traitant du thème abordé ici, merci de compléter l'article en donnant les références utiles à sa vérifiabilité et en les liant à la section « Notes et références ».
Eric Scott Montross est un joueur américain de basket-ball de la NBA né le 23 septembre 1971 à Indianapolis (Indiana) et mort le 17 décembre 2023 à Chapel Hill (Caroline du Nord).

## Biographie
Eric Montross mesure 2,13 m et pèse 113 kg.

### Carrière universitaire
Joueur universitaire des Tar Heels de l'université de la Caroline du Nord, avec qui il remporte le titre universitaire, Eric Montross est l'un des joueurs majeurs durant les quatre saisons passées dans cette université entre 1990 et 1994.

### Carrière professionnelle

#### Celtics de Boston (1994-1996)
Le 29 juin 1994, il est drafté en 9e position par les Celtics de Boston. Durant sa première saison, il marque 10 points et prend 7 rebonds par match.

#### Mavericks de Dallas (1996 - fév.1997)
Le 21 juin 1996, après avoir passé deux ans aux Celtics, il est envoyé aux Mavericks de Dallas.

#### Nets du New Jersey (fév. - juin 1997)
Le 17 février 1997, il est transféré aux Nets du New Jersey.

#### Sixers de Philadelphie (juin - déc.1997)
Le 25 juin 1997, il est transféré aux Sixers de Philadelphie.

#### Pistons de Détroit (déc.1997 - fév.2001)
Le 18 décembre 1997, il est transféré aux Pistons de Détroit.

#### Raptors de Toronto (fév.2001 - fév.2004)
Le 22 février 2001, il est transféré aux Raptors de Toronto, où il termine sa carrière sur une blessure. Il ne réussit jamais à véritablement s'imposer au sein d'une rotation en NBA, mais il reste cependant un homme de principes. Il participe à des œuvres de charité, essentiellement dans des hôpitaux. Pour résumer sa vie : « Bon basketteur au grand cœur ».
Le 24 février 2004, il annonce sa retraite de basketteur professionnel.

### Mort
Il meurt d'un cancer le 17 décembre 2023 à Chapel Hill à l’âge de 52 ans.

## Statistiques en NBA

### Saison régulière
| Saison    | Équipe       | Matchs | Titul. | Min./m | % Tir | % 3pts | % LF | Rbds/m. | Pass/m. | Int/m. | Ctr/m. | Pts/m. |
| --------- | ------------ | ------ | ------ | ------ | ----- | ------ | ---- | ------- | ------- | ------ | ------ | ------ |
| 1994-1995 | Boston       | 78     | 75     | 29,7   | 53,4  | 0,0    | 63,5 | 7,26    | 0,46    | 0,37   | 0,78   | 10,01  |
| 1995-1996 | Boston       | 61     | 59     | 23,5   | 56,6  | 0,0    | 37,6 | 5,77    | 0,70    | 0,31   | 0,48   | 7,25   |
| 1996-1997 | Dallas       | 47     | 46     | 20,9   | 46,0  | 0,0    | 29,4 | 5,02    | 0,68    | 0,19   | 0,72   | 3,87   |
| 1996-1997 | New Jersey   | 31     | 31     | 27,2   | 45,1  | 0,0    | 39,3 | 9,10    | 0,94    | 0,35   | 1,26   | 5,06   |
| 1997-1998 | Philadelphie | 20     | 20     | 16,9   | 39,5  | 0,0    | 36,8 | 4,60    | 0,35    | 0,35   | 0,60   | 3,35   |
| 1997-1998 | Détroit      | 28     | 10     | 12,6   | 45,6  | 0,0    | 42,9 | 3,82    | 0,14    | 0,21   | 0,54   | 2,54   |
| 1998-1999 | Détroit      | 46     | 2      | 12,5   | 52,5  | 0,0    | 34,4 | 3,02    | 0,30    | 0,26   | 0,59   | 2,07   |
| 1999-2000 | Détroit      | 51     | 0      | 6,5    | 30,9  | 0,0    | 50,0 | 1,41    | 0,14    | 0,12   | 0,18   | 0,78   |
| 2000-2001 | Détroit      | 42     | 20     | 13,5   | 41,3  | 0,0    | 26,9 | 3,43    | 0,36    | 0,19   | 0,55   | 2,55   |
| 2000-2001 | Toronto      | 12     | 1      | 6,8    | 35,3  | 0,0    | 20,0 | 2,42    | 0,33    | 0,25   | 0,25   | 1,08   |
| 2001-2002 | Toronto      | 49     | 24     | 13,4   | 40,2  | 0,0    | 32,3 | 2,86    | 0,33    | 0,24   | 0,47   | 2,37   |
| Carrière  | Carrière     | 465    | 288    | 18,2   | 49,0  | 0,0    | 47,8 | 4,64    | 0,45    | 0,26   | 0,59   | 4,45   |

### Playoffs
| Saison   | Équipe   | Matchs | Titul. | Min./m | % Tir | % 3pts | % LF | Rbds/m. | Pass/m. | Int/m. | Ctr/m. | Pts/m. |
| -------- | -------- | ------ | ------ | ------ | ----- | ------ | ---- | ------- | ------- | ------ | ------ | ------ |
| 1995     | Boston   | 4      | 4      | 15,5   | 45,5  | 0,0    | 50,0 | 2,25    | 0,00    | 0,00   | 0,00   | 3,25   |
| 1999     | Détroit  | 5      | 0      | 14,0   | 50,0  | 0,0    | 50,0 | 2,60    | 0,00    | 0,00   | 0,40   | 1,40   |
| 2000     | Détroit  | 2      | 0      | 2,5    | 0,0   | 0,0    | 0,0  | 1,00    | 0,00    | 0,00   | 0,00   | 0,00   |
| 2001     | Toronto  | 5      | 0      | 6,2    | 40,0  | 0,0    | 0,0  | 2,00    | 0,20    | 0,00   | 0,00   | 0,80   |
| Carrière | Carrière | 16     | 4      | 10,5   | 45,5  | 0,0    | 50,0 | 2,12    | 0,06    | 0,00   | 0,31   | 1,50   |

## Salaires
| Année       | Équipe       | Salaire      |
| ----------- | ------------ | ------------ |
| 1994-1995   | Boston       | 800 000 $    |
| 1995-1996   | Boston       | 1 040 000 $  |
| 1996-1997   | Dallas       | 1 280 000 $  |
| 1997-1998   | Philadelphie | 1 520 000 $  |
| 1998-1999   | Détroit      | 1 760 000 $  |
| 1999-2000   | Détroit      | 2 000 000 $  |
| 2000-2001   | Détroit      | 2 240 000 $  |
| 2001-2002   | Toronto      | 2 480 000 $  |
| 2002-2003   | Toronto      | 2 720 000 $  |
| 2003-2004   | Toronto      | 2 960 000 $  |
| Total Gains | Total Gains  | 18 800 000 $ |